# Кирххајм (Тирингија)
Кирххајм (њем. Kirchheim) општина је у њемачкој савезној држави Тирингија. Једно је од 44 општинска средишта округа Илм. Према процјени из 2010. године у општини је живјело 1.244 становника. Посједује регионалну шифру (AGS) 16070031.

## Географски и демографски подаци
Кирххајм се налази у савезној држави Тирингија у округу Илм. Општина се налази на надморској висини од 250 метара. Површина општине износи 21,2 km². У самом мјесту је, према процјени из 2010. године, живјело 1.244 становника. Просјечна густина становништва износи 59 становника/km².